# جلجل عليه الرمان
چلچل عليَّ الرمان هي أغنية عراقية تراثية مشهورة لمعانيها السياسية الممزوجةٌ بالمعاني العاطفية، غير معروف كاتبها وملحنها ولكن تشير المصادر إلى أنها تعود لعشرينيات القرن العشرين،[بحاجة لمصدر] عندما كانت الدولة العثمانية تحتل العراق وجاء بعدها الإنكليز للاستيلاء على العراق من الدولة العثمانية بحجة التحرير كما ادعوا ولكنهم احتلوه.[بحاجة لمصدر]

## معنى الاسم
يُقال في المحكية العراقية، «چلچل الغيم» و «چلچلت الدنيا»: «إذا غامت وأصبح هطول المطر الغزير متوقعًا،» وأصل الفعل من كلكل، و «چلچل عليهم»: «إذا حنا عليهم وحدب ورعاهم وأضفى عليهم الرعاية والنعمة فهو مچلچل.» و «چلچل الشجر وأغصانه»: «ظلل على من تحته.»

## المعاني السياسية في كلمات الأغنية
المعنى السياسي الخفي في كلمات هذه الاغنية وحسب ماهو واضح من الفترة الزمنية لظهور وانتشار الاغنية هو  كالتالي:
(چلچل عليّ الرمان) إشارة إلى الدولة العثمانية التي خيمت على العراقيين قرونا عدة واختار الرمان للونه الذي يطابق طرابيش وأغطية رؤؤس السلاطين والموالي، و(نومي فزع لي) إشارة إلى الاستعمار البريطاني الذين زعموا أنهم جاؤوا لغرض تحرير العراقيين من العثمانيين ولكنهم أعلنوا احتلالهم للعراق، والشاعر شبه البريطانيين بـ(النومي) لبشرتهم البيضاء المائلة للاصفرار، ثم يعود بالقول (ردوني لأهلي) ويقصد بذلك ما يفيدنا غير أهلنا من العراقيين لان تبدل احتلال باحتلال هو من سيئ إلى أكثر سوءا.

## المغازلة
في لهجة بغداد يُستعمل البيت الأول من الأغنية للدلالة على جسم المرأة، چ‍لچ‍ل عليَّ الرمّان (كناية عن الخدود)، لومي فِزعْ لي (أنقذني اللومي الذي هو كناية عن الأثداء).

## أبرز من غنى هذه الأغنية
1. المغني العراقي يوسف عمر
2. المغني العراقي إلهام المدفعي
3. المغني المصري حمزة نمرة
4. المغنية الأردنية دانا فارس[5]